# Cmentarz wojenny nr 347 – Barcice
Cmentarz wojenny nr 347 – Barcice – zabytkowy cmentarz wojenny z okresu I wojny światowej znajdujący się w miejscowości Barcice, w gminie Stary Sącz, w województwie małopolskim. Należy do okręgu X (Limanowa) Oddziału Grobów Wojennych C. i K. Komendantury Wojskowej w Krakowie. Jest jednym z 400 cmentarzy tego oddziału, z tego w okręgu limanowskim jest ich 36. 

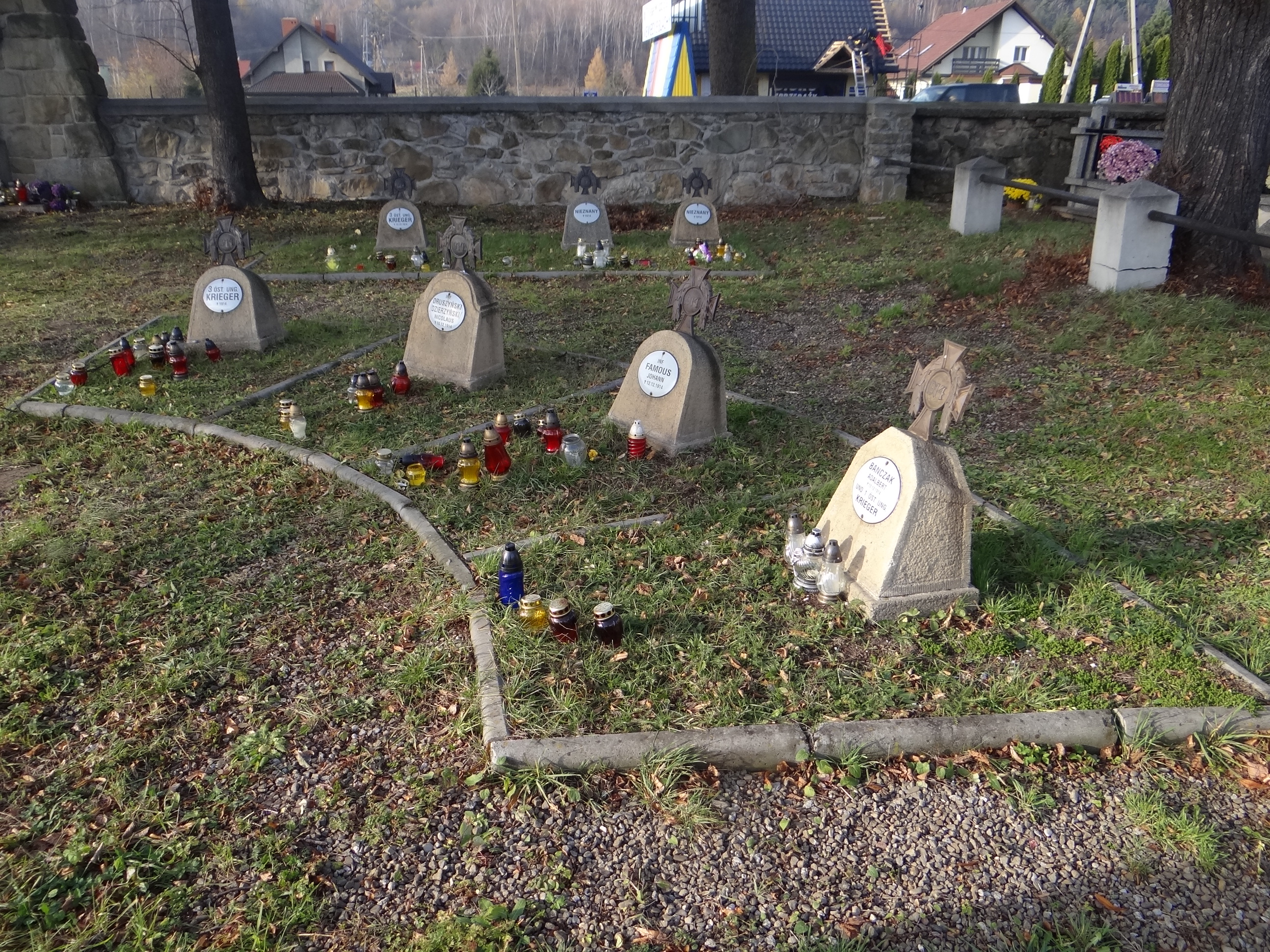
Nagrobki i mur cmentarza

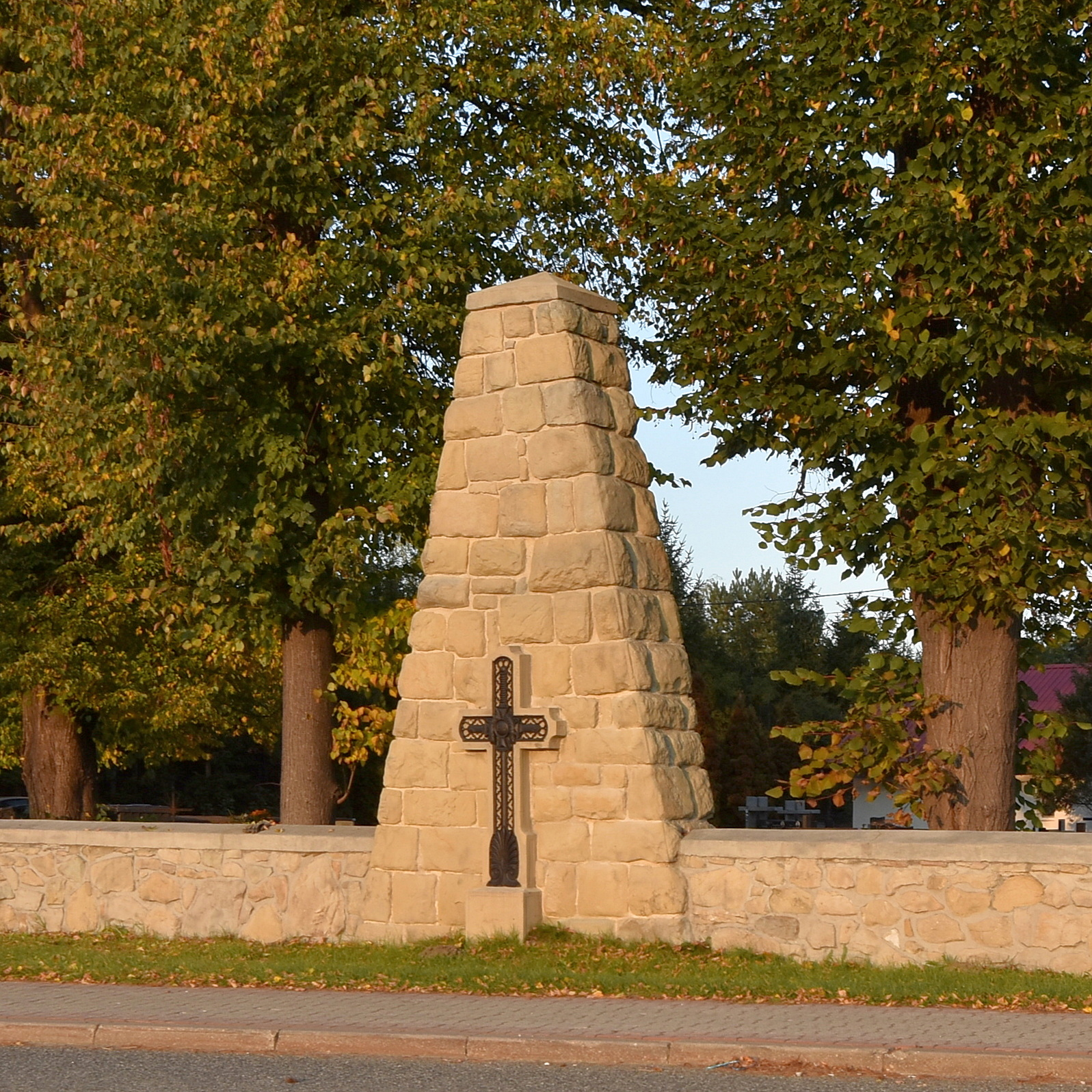
Pomnik cmentarza od strony drogi

## Historia
W listopadzie 1914 roku wojska rosyjskie gen. Aleksieja Brusiłowa zajęły całe te tereny, nacierając na południe, w stronę Karpat. 7 grudnia dowodzona przez generała Svetozara Boroevića 3 Armia austro-węgierska przeszła do ofensywy i 11 grudnia jej jednostki wypierając armię rosyjską dotarły na przedpola Nowego Sącza.
Na cmentarzu w Barcicach pochowano 42 żołnierzy, a wśród nich:
- 5 żołnierzy armii rosyjskiej,
- 37 żołnierzy armii austro-węgierskiej z 13 pułku piechoty, 32 i 34 pułku piechoty landwery, 23 pułku piechoty honwedu, 9 pułku dragonów, 13 pułku ułanów, 30 pułku strzelców. Wśród nich znajdował się Polak o nazwisku Zaręba-Cielęcki.

## Opis cmentarza
Cmentarz wojenny w Barcicach znajduje się na cmentarzu parafialnym i stanowi odrębną kwaterę, położoną tuż przy głównej drodze. Od chodnika tej drogi oddziela go niski mur z kamienia łupanego, nakryty betonowym daszkiem. Pozostałą część ogrodzenia kwatery cmentarza stanowią słupki (na rogach murowane, pozostałe betonowe), pomiędzy którymi zawieszone są nisko zwieszające się grube łańcuchy żelazne. Furtkę stanowi niska żelazna bramka między dwoma betonowymi słupkami. 
Projektantem cmentarza był Gustaw Ludwig. Głównym elementem ozdobnym jest murowany z kamienia obelisk wkomponowany w mur cmentarza oddzielający go od chodnika. Od strony chodnika zamontowano na nim duży ażurowy krzyż żeliwny (jednoramienny, typu łacińskiego), Od strony cmentarza na obelisku tym znajduje się drugi taki sam krzyż, pod nim inny, mniejszy. W obrębie kwatery cmentarnej znajdują się pojedyncze i zbiorowe mogiły, na których umieszczono niskie betonowe nagrobki z tabliczkami, zwieńczone żeliwnymi krzyżami. Są to krzyże dwóch rodzajów; jednoramienne typu łacińskiego i dwuramienne typu lotaryńskiego.
Cmentarz zachowany jest w bardzo dobrym stanie.